# جاك آدامز (لاعب اتحاد الرغبي)
جاك آدامز (بالإنجليزية: Jack Adams)‏ هو لاعب اتحاد الرغبي بريطاني، ولد في 17 سبتمبر 1986 في غلوستر في المملكة المتحدة.